# Guido Fulst
Guido Fulst (* 7. Juli 1970 in Wernigerode) ist ein ehemaliger deutscher Radrennfahrer, der Rennen auf Bahn und Straße bestritt. Er ist zweifacher Olympiasieger und wurde viermal Weltmeister. Er ist einer der erfolgreichsten deutschen Bahnradsportler der 1990er Jahre; seine besondere Stärke war die Mannschaftsverfolgung.

## Sportliche Laufbahn
Der aus Drübeck in Sachsen-Anhalt stammende Guido Fulst startete für den Marzahner Radsport Club Berlin '94 e. V. Begonnen hatte er mit dem Radsport im Verein SV Dynamo Wernigerode.
Er errang bei den Olympischen Spielen in Barcelona 1992 und in Sydney 2000 eine Goldmedaille jeweils in der 4000-Meter-Mannschaftsverfolgung und in Athen eine Bronzemedaille im Punktefahren. Er wurde mehrfacher Weltmeister, so etwa in der 4000-Meter-Mannschaftsverfolgung bei den UCI-Bahn-Weltmeisterschaften 1989, seinerzeit noch für die DDR startend. 15-mal wurde er deutscher Meister in verschiedenen Disziplinen des Bahnradsports. Bei 61 Sechstagerennen gelangen ihm drei Siege. Sein erster größerer Erfolg war der Sieg im Europa-Pokal der Junioren in der Einerverfolgung 1988.
Bei den Olympischen Sommerspielen 2000 gewann er eine Goldmedaille und stellte gemeinsam mit Robert Bartko, Daniel Becke und Jens Lehmann mit 3:59,710 min einen neuen Weltrekord in der Mannschaftsverfolgung auf. Die deutsche Mannschaft war damit die erste, die über 4000 m unter einer Zeit von vier Minuten blieb.
Im Jahr 2001 wurde Fulst aufgrund eines erhöhten Koffein-Wertes wegen Dopings disqualifiziert und zu einer Geldstrafe von 2000 Schweizer Franken verurteilt.
Guido Fulst beendete seine aktive Laufbahn offiziell zum 1. März 2008 und machte anschließend eine einjährige Ausbildung zum Objektleiter bei einem Serviceunternehmen für Krankenhäuser und Altenheime.

## Ehrungen
- 1992 wurde Fulst mit einem Bambi ausgezeichnet.[7]
- Am 23. Juni 1993 wurde er mit dem Silbernen Lorbeerblatt geehrt.[8]

## Engagement

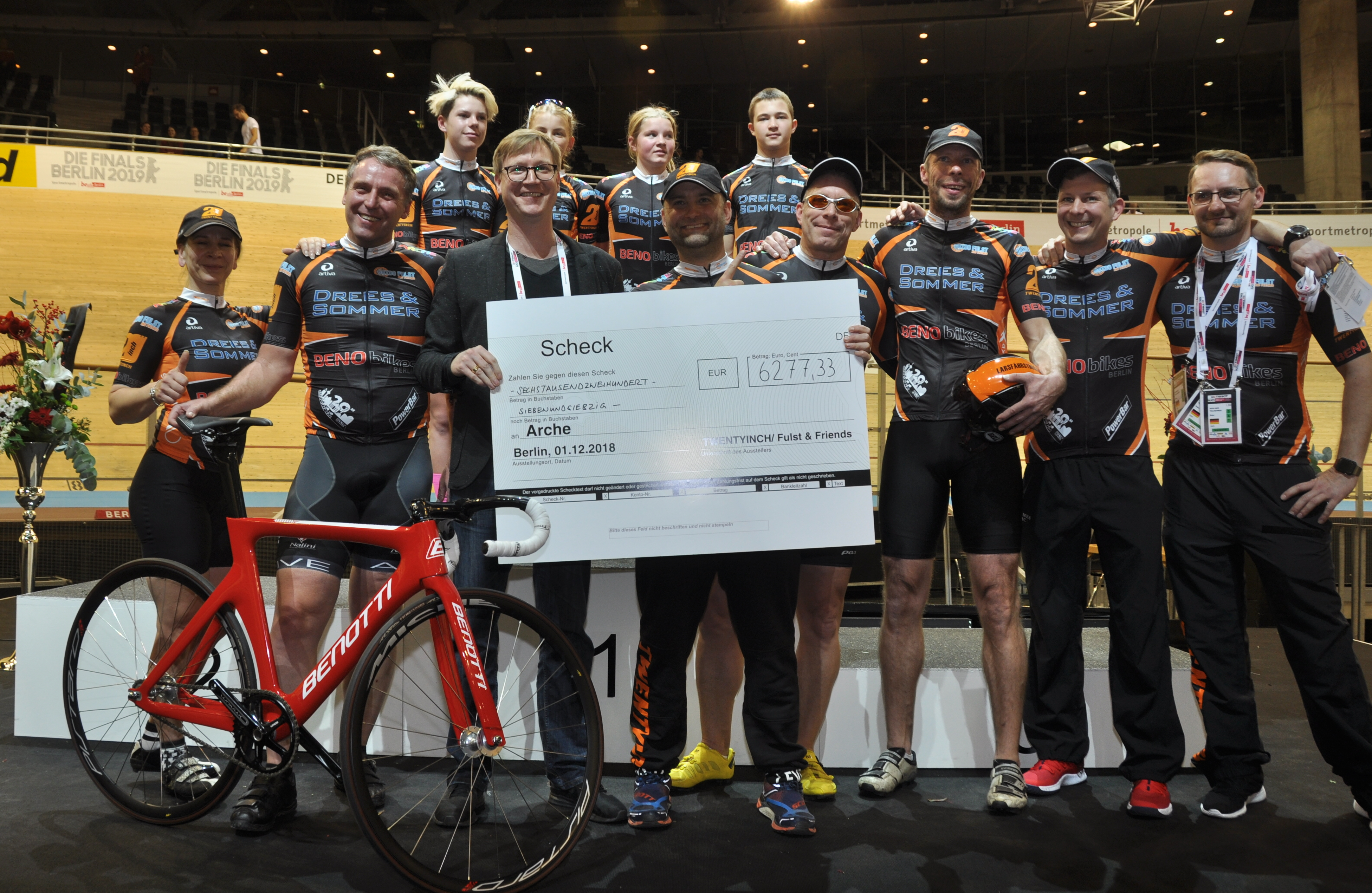
Übergabe eines Spendenschecks im Berliner Velodrom (Guido Fulst, 2.v.l.)

Guido Fulst und seine Frau Janine engagieren sich gemeinsam mit anderen Radsportenthusiasten in der Gruppe Guido Fulst and Friends für gute Zwecke. Mit Radsportaktionen sammeln sie Geld etwa für die Unterstützung der Arche, einem christlichen Kinder- und Jugendwerk.

## Erfolge

### Bahn
1987
- Junioren-Weltmeisterschaft – Mannschaftsverfolgung (mit Jörg Pawelczyk, Frank Demel und Jürgen Weber)

1988
- Junioren-Weltmeisterschaft – Mannschaftsverfolgung (mit Jürgen Werner, Ingo Claus und Matthias Friedel)

1989
- Amateur-Weltmeister – Mannschaftsverfolgung (mit Thomas Liese, Carsten Wolf und Steffen Blochwitz)

1992
- Deutscher Amateur-Meister – Mannschaftsverfolgung (mit Stefan Steinweg, Jan Norden und Michael Bock)
- Olympiasieger – Mannschaftsverfolgung (mit Jens Lehmann, Andreas Walzer, Stefan Steinweg und Michael Glöckner)

1993
- Weltmeisterschaft – Mannschaftsverfolgung (mit Andreas Bach, Torsten Schmidt und Jens Lehmann)
- Deutscher Meister – Mannschaftsverfolgung (mit Lars Teutenberg, Erik Weispfennig und Stefan Steinweg)

1994
- Weltmeister – Mannschaftsverfolgung (mit Andreas Bach, Jens Lehmann und Danilo Hondo)
- Deutscher Meister – Einerverfolgung, Mannschaftsverfolgung (mit Robert Bartko, Erik Weispfennig und Andreas Bach)

1995
- Deutscher Meister – Mannschaftsverfolgung (mit Robert Bartko, Heiko Szonn und Rüdiger Knispel)

1996
- Weltcup in Athen – Mannschaftsverfolgung (mit Robert Bartko, Danilo Hondo und Heiko Szonn)
- Deutscher Meister – Mannschaftsverfolgung (mit Robert Bartko, Heiko Szonn und Christian Lademann)

1998
- Weltmeisterschaft – Mannschaftsverfolgung (mit Christian Lademann, Daniel Becke und Robert Bartko)
- Weltcup in Berlin – Mannschaftsverfolgung (mit Robert Bartko, Daniel Becke und Christian Lademann)

1999
- Weltmeister – Mannschaftsverfolgung (mit Robert Bartko, Jens Lehmann, Daniel Becke, Christian Lademann und Olaf Pollack)
- Deutscher Meister – Zweier-Mannschaftsfahren (mit Thorsten Rund)

2000
- Olympiasieger – Mannschaftsverfolgung (mit Robert Bartko, Daniel Becke und Jens Lehmann)
- Weltmeister – Mannschaftsverfolgung (mit Sebastian Siedler, Daniel Becke und Jens Lehmann)
- Deutscher Meister – Mannschaftsverfolgung (mit Robert Bartko, André Kalfack und Andreas Müller)

2001
- Weltmeisterschaft – Mannschaftsverfolgung (mit Sebastian Siedler, Christian Bach und Jens Lehmann)

2002
- Weltmeisterschaft – Mannschaftsverfolgung (mit Jens Lehmann, Christian Bach und Sebastian Siedler)
- Deutscher Meister – Einerverfolgung

2003
- Weltcup in Moskau – Zweier-Mannschaftsfahren (mit Andreas Müller)
- Weltcup in Sydney – Zweier-Mannschaftsfahren (mit Andreas Müller)
- Deutscher Meister – Zweier-Mannschaftsfahren (mit Andreas Müller)

2004
- Olympische Spiele – Punktefahren
- Deutscher Meister – Punktefahren
- Berliner Sechstagerennen (mit Robert Bartko)

2005
- Weltcup in Manchester – Punktefahren, Zweier-Mannschaftsfahren (mit Leif Lampater)
- Deutscher Meister – Zweier-Mannschaftsfahren (mit Robert Bartko), Mannschaftsverfolgung (mit Robert Bartko, Leif Lampater und Karl-Christian König)

2006
- Deutscher Meister – Mannschaftsverfolgung (mit Robert Kriegs, Robert Bartko und Karl-Christian König)
- Sechstagerennen Stuttgart (mit Robert Bartko und Leif Lampater)

2007
- Berliner Sechstagerennen (mit Leif Lampater)
- Deutscher Meister – Derny

### Straße
1989
- Tour du Loir-et-Cher

1992
- Olympiasieger – Mannschaftszeitfahren (mit Bernd Dittert, Christian Meyer, Uwe Peschel, und Michael Rich)

1996
- Gesamtwertung, Prolog und fünf Etappen Tour du Faso
- Gesamtwertung, Prolog (MZF) und eine Etappe Berliner Etappenfahrt

1997
- Prolog (MZF) und eine Etappe Berliner Etappenfahrt